# Leo Clarke

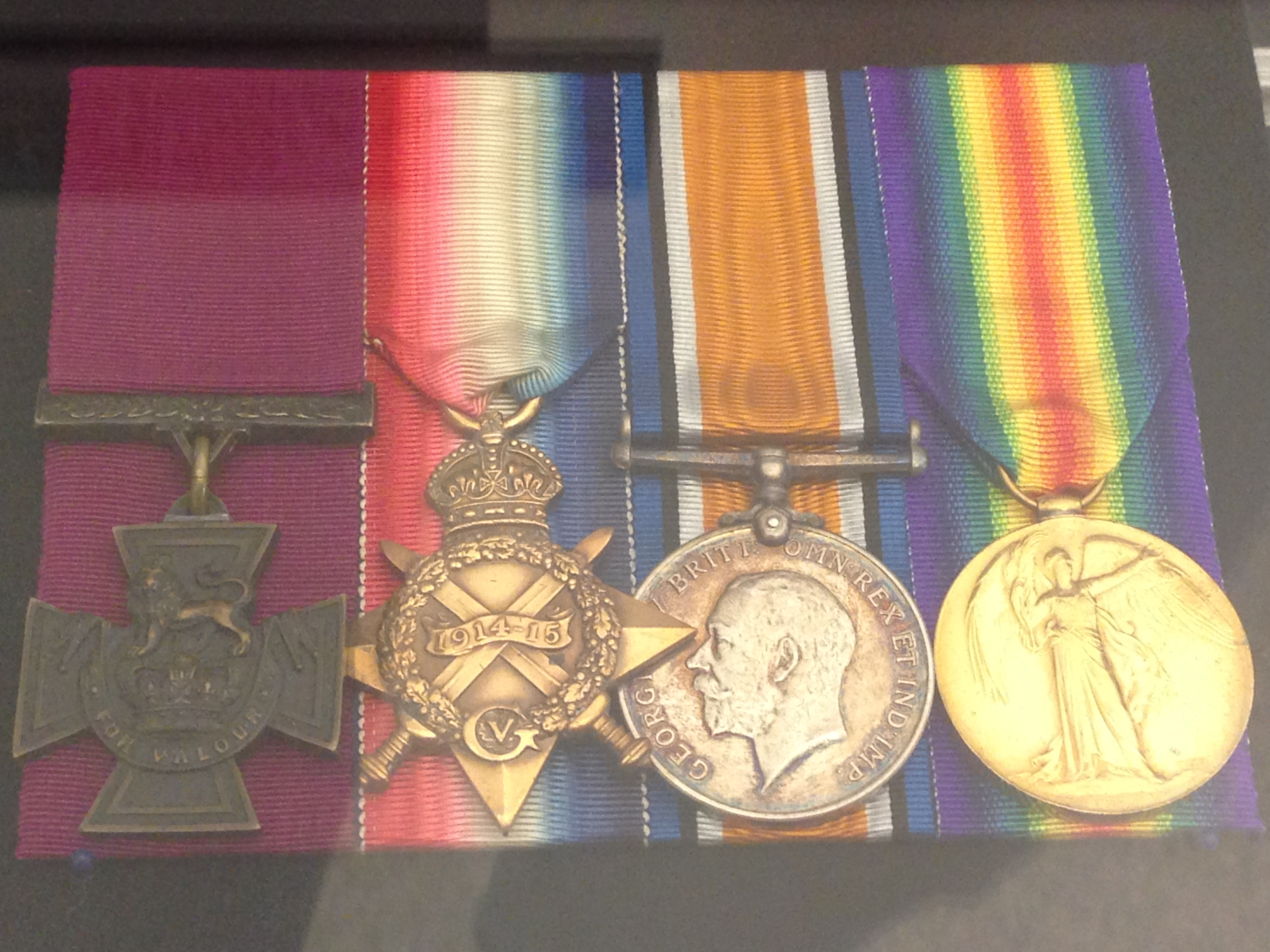
Médailles de Leo Clarke exposées au à Winnipeg

Lionel (Leo) Beaumarice Clarke (né le 1er décembre 1892 et mort le 19 octobre 1916) est un soldat canadien récipiendaire de la croix de Victoria, la plus haute récompense des forces armées du Commonwealth. Celle-ci est remise pour un acte de bravoure face à l'ennemi. Leo Clarke l'a reçu pour ses actions au cours de la bataille de Pozières le 9 septembre 1916 en France lors de la Première Guerre mondiale alors qu'il servait au sein du 2nd Battalion, CEF du Corps expéditionnaire canadien.

## Héritage
En 1925, la rue Pine de Winnipeg, la capitale du Manitoba, a été renommée le chemin Valour (en) en honneur de Leo Clarke et de deux autres récipiendaires de la croix de Victoria, Frederick William Hall et Robert Shankland, qui vivaient tous dans ce bloc.
Une plaque en son honneur a été érigée à la branche de la Légion royale canadienne de Waterdown en Ontario par la Fiducie du patrimoine ontarien.